# Cyanotis pedunculata
Cyanotis pedunculata är en himmelsblomsväxtart som beskrevs av Elmer Drew Merrill. Cyanotis pedunculata ingår i släktet Cyanotis och familjen himmelsblomsväxter. Inga underarter finns listade.